# Krocodona janauaca
Krocodona janauaca är en insektsart som beskrevs av Dietrich 2003. Krocodona janauaca ingår i släktet Krocodona och familjen dvärgstritar. Inga underarter finns listade i Catalogue of Life.